# Zichyújfalu
Zichyújfalu es una ciudad del condado de Fejér, Hungría

## Ubicación
Zichyújfalu lago de Velence ubicado a 10 kilómetros al sur.

## Historia
La primera referencia escrita a Zichyújfalu data del 1239.

## Galería

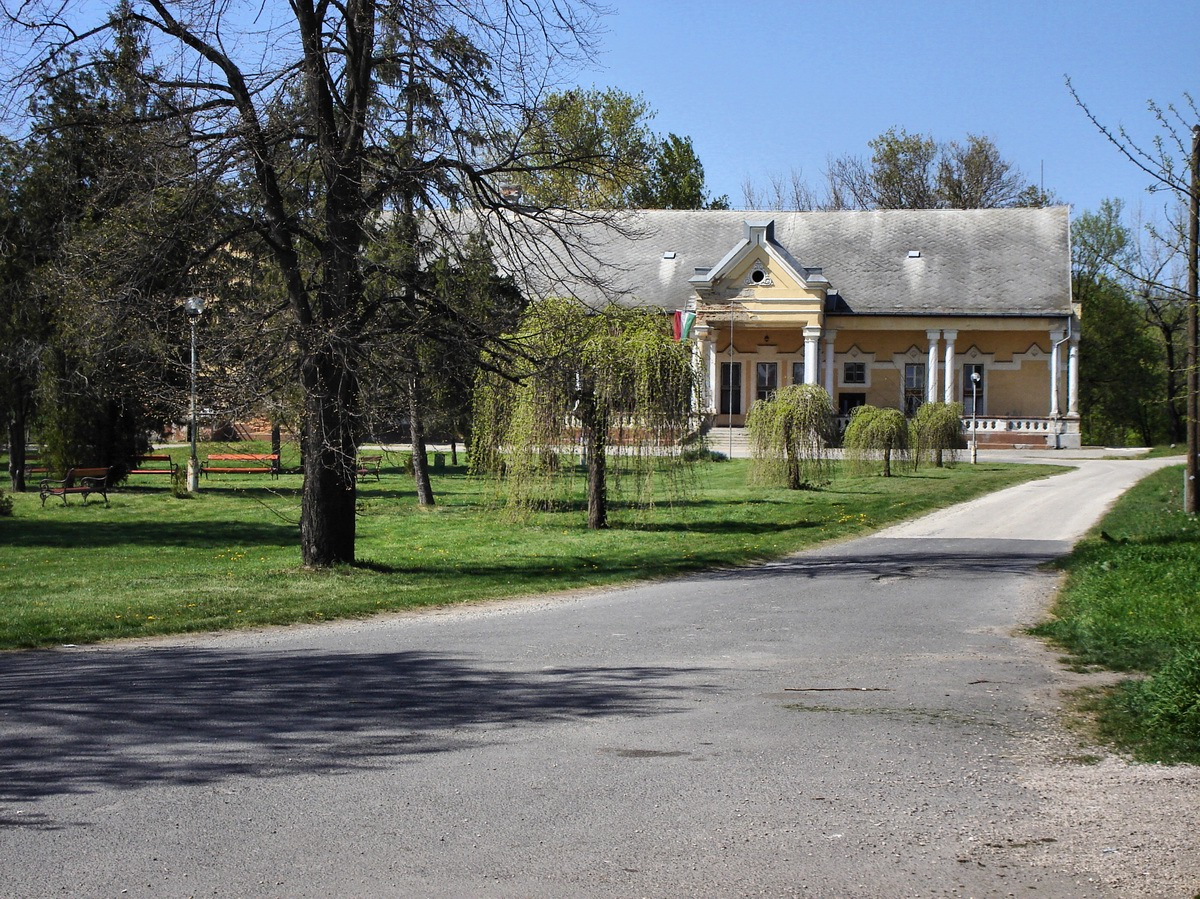
Zichy Castillo
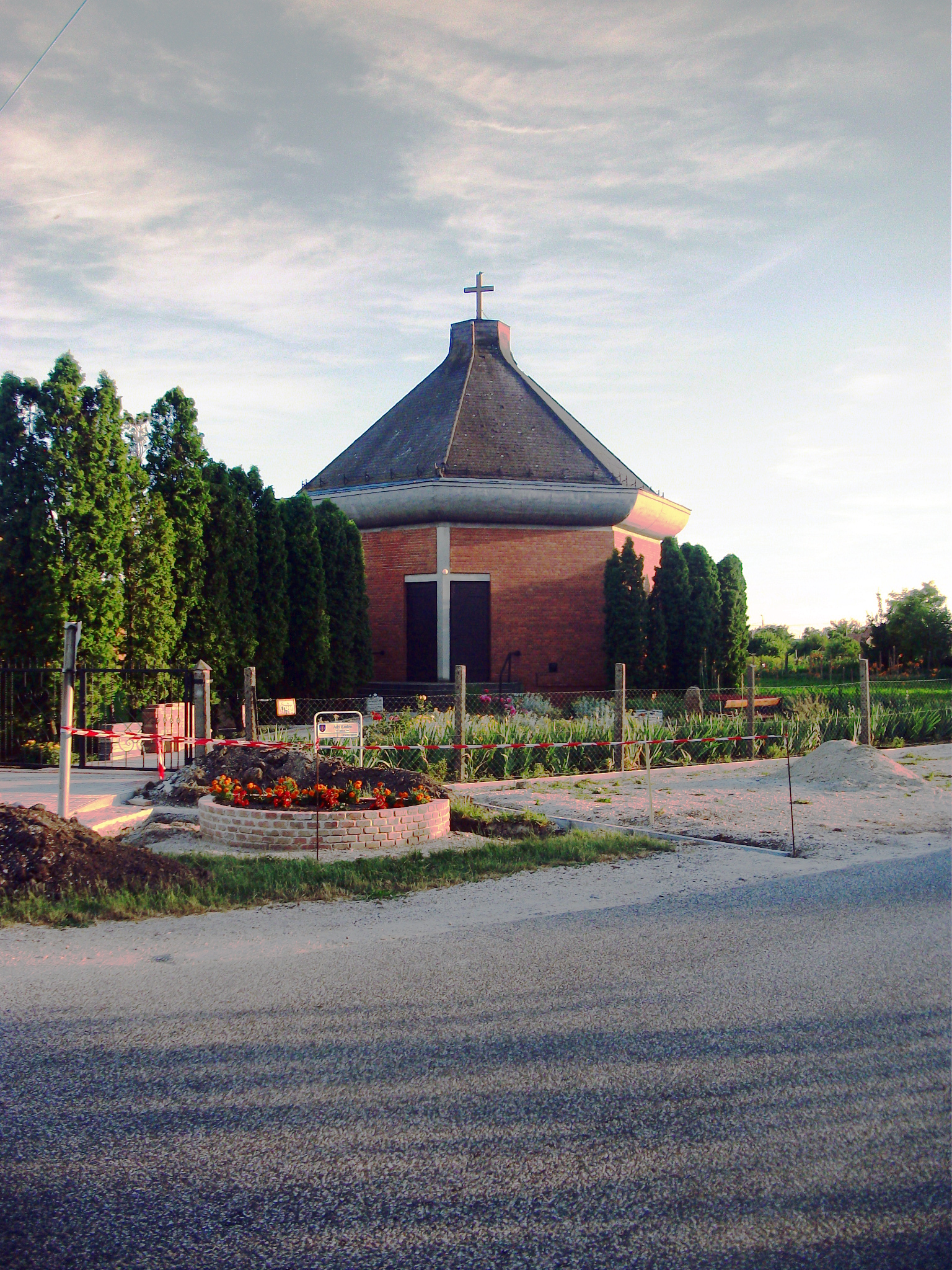
San Emérico Capilla
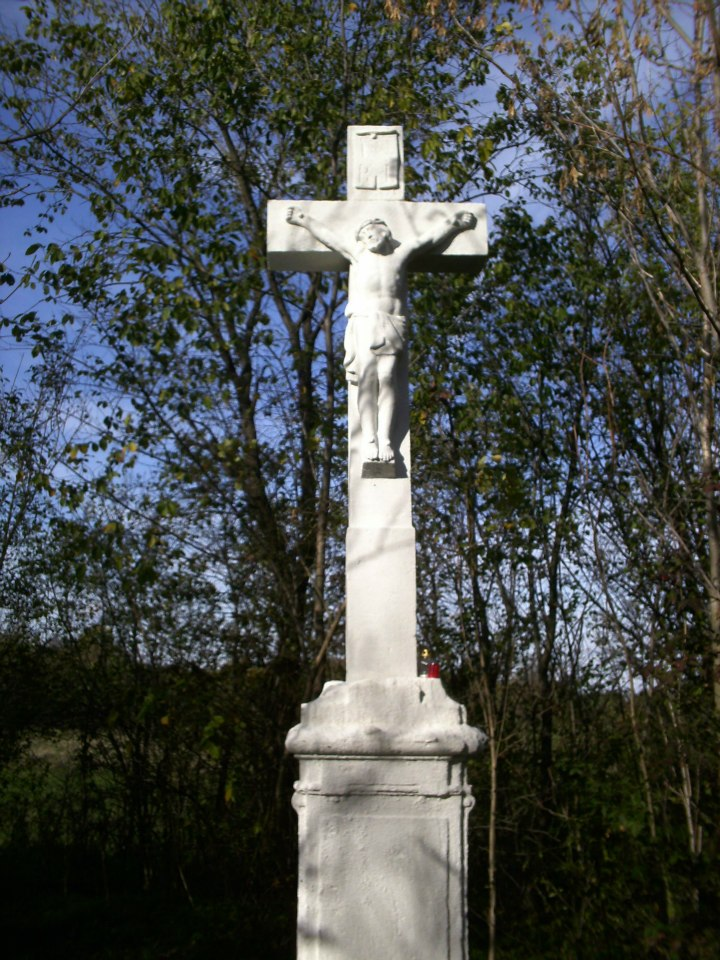
Crucifijo
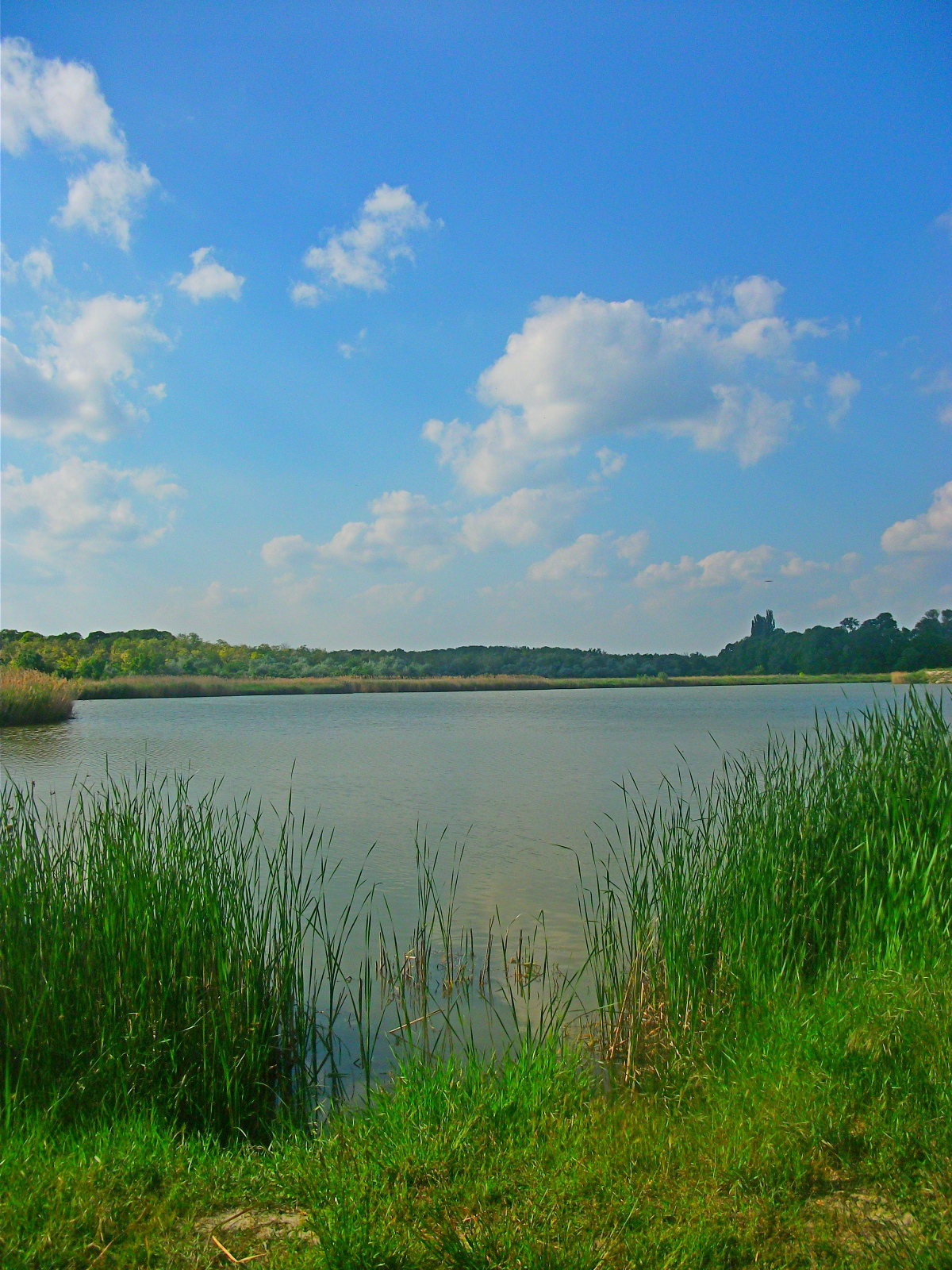
Lago de Zichy